# 매직 킹덤

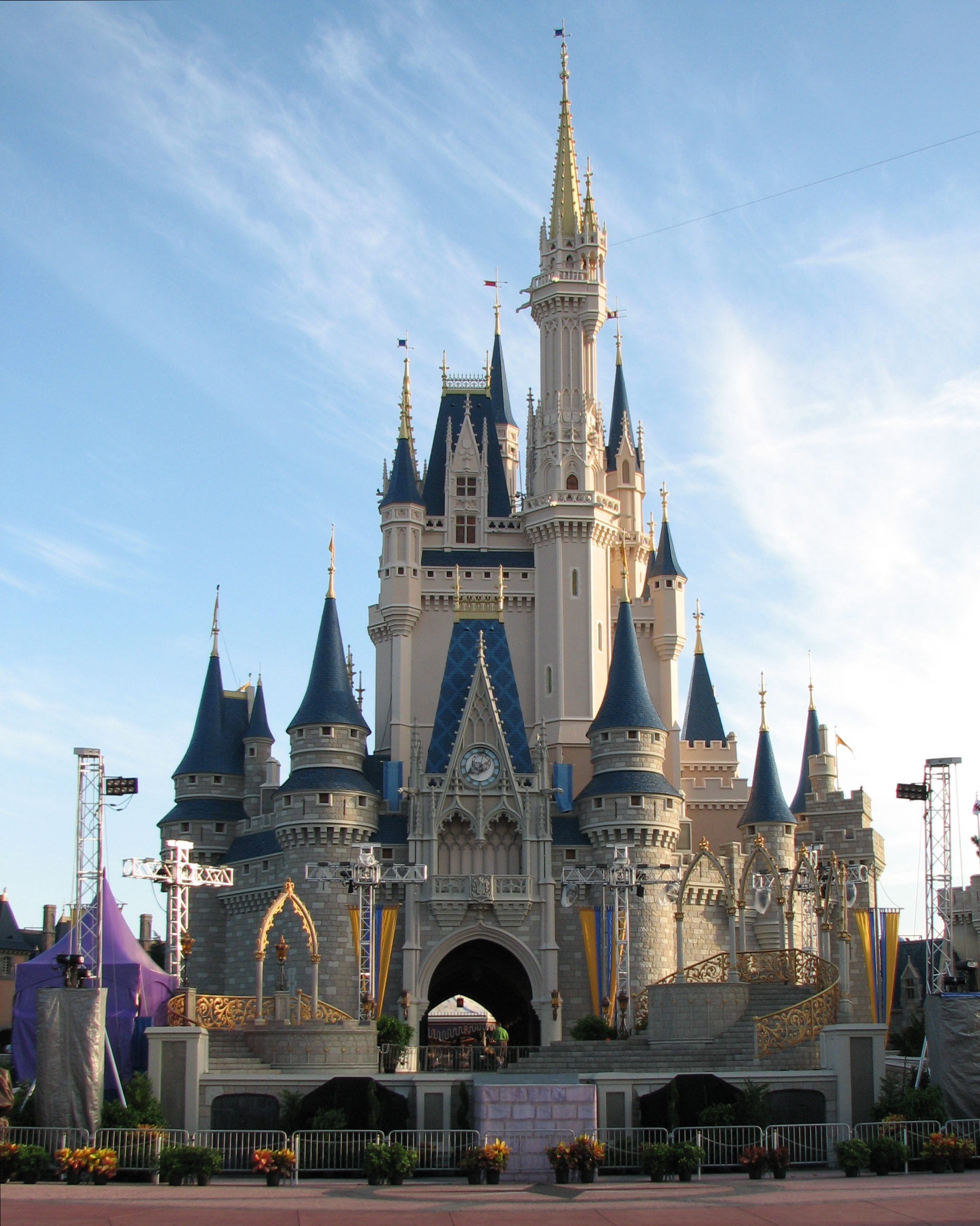
신데렐라 성 4층에 신데렐라 캐슬 스위트 연결통로가 있다

매직 킹덤(영어: Magic Kingdom)은 미국 플로리다주 올랜도의 월트 디즈니 월드 리조트에 있는 4개의 테마 중 한개이다.

## 테마랜드
매직 킹덤은 6개의 테마랜드로 나뉘어 있다.